# Марія Гаукаас Міттет
Марі́я Гаукаа́с Мітте́т (норв. Maria Haukaas Mittet, нар. 3 серпня 1979, Фіннснес), відома як Сторенг (норв. Maria Haukaas Storeng) — норвезька співачка та акторка. Учасниця норвезького музичного конкурсу «Idol», представниця Норвегії на Євробаченні 2008.

## Дискографія

### Альбоми
- Breathing (2005)
- Hold on be strong (2008)
- Make my day (2010)

### Сингли
- Breathing (2004)
- Should’ve (2005)
- Nobody knows (2006)
- Hold on be strong (2008)
- Mine All Mine (2008)
- Lazy (2008)
- Killing Me Tenderly (2009)
- Make my day (2010)
- Precious to Me (2010)
- Glorious (2011)